# Blepisanis metallescens
Blepisanis metallescens là một loài bọ cánh cứng trong họ Cerambycidae.